# Estadio El Sadar
Estadio El Sadar är en fotbollsarena i Pamplona som ligger i de norra delarna av Spanien där CA Osasuna spelar sina hemmamatcher. Arenan invigdes 1967 och har fått sitt namn från den flod, Rio Sadar, som ligger i närheten av arenan.

## Historia
El Sadar invigdes den 2 september 1967 och ersatte då stadion Campo de San Juan som sedan maj 1921 varit CA Osasunas hemmaarena. Bygget av El Sadar tog elva månader och arenan invigdes med en miniturnering där de tre lagen Real Zaragoza, Vitória de Setúbal och CA Osasuna deltog. När arenan stod klar hade den en kapacitet på 25 000 åskådare varav 7 000 var sittplatser.

## Renoveringar
Under 1989 gjordes den första riktigt stora ändringen på arenan när man valde att bygga en övre läktare på långsidan kallad, Tribuna de Preferencia Alta, detta till en kostnad av 561 miljoner pesetas. Efter moderniseringen var kapaciteten 30 000 åskådare men bara några år senare sjönk den till 20 000 då Uefas säkerhetskrav på endast sittplatser genomfördes. 
Under sommaren 2003 kom så den andra stora förändringen av arenan när man modifierade sittplatserna. Man höjde den nedre delen av arenan med ca: två meter från spelplanen, vilket möjliggjorde nya sittplatser så att åskådarna satt bekvämare och fick bättre synlighet. De gamla sätena ersattes av nya och arenan fick sig ett ordentligt lyft.
På grund av enorma skulder tvingades klubben ”sälja” arenan till den regionala regeringen i november 2014. Året efter sänktes kapaciteten på grund av säkerhetsrelaterade förändringar och i juli 2018 beslutades om ännu en renovering av arenan. 
I juni 2019 inleddes därmed den tredje (och största) förändringen av El Sadar då alternativet Muro Rojo  (Den röda muren) vunnit omröstningen av de fem förslagen som lagts fram. I oktober 2019 fortsatte man med fas två vilket innebar grundarbetet av den nya övre läktarringen som kommer att utöka arenans kapacitet till 24 400 åskådare. Ombyggnationen förväntas vara klar under 2020 då CA Osasuna fyller 100 år.

## Namnändring
I december 2005 – 2013 döptes El Sadar om till Reyno de Navarra  då Navarras provinsregering sponsrade klubben (ca: 1,5 miljoner € per säsong) för att främja turismen i regionen. Stadion återvände till sitt ursprungliga namn sommaren 2013.

## Kuriosa
Bon Jovi spelade på arenan under hans ”These Days Tour” den 5 juni 1996 men arenan används i första hand till fotbollsmatcher. 

### Webbkällor
- Osasunas hemsida (Spansk)
- La futbolteca (Spansk)
- Stadiuguide (Engelsk)